# 農業臺灣，工業日本

農業臺灣，工業日本（日语：／ nōgyō wa Taiwan Kōgyō wa Nihon）是形容日治臺灣與日本本土經濟分工的用語。

## 臺灣日治時期農業發展
日本政府及臺灣總督府在日治臺灣的政策是致力發展臺灣農業，滿足日本本土糧食需求，同時向臺灣提供本土的工業製品。臺灣在這一基本政策下成為日本產業的原料供給地及離島市場:219。日治初期開始，臺灣總督府就採取了生產臺灣主要作物米與糖等積極鼓勵農業的政策。在產糖方面，臺灣總督府早於1896年（明治29年）就開始改良甘蔗品種。 1898年（明治31年）兒玉源太郎就任臺灣總督，後藤新平就任民政長官後，產業振興成為殖民政策的中心，糖業振興又成為產業振興的中心。於是配有臺灣最早新式製糖工廠的「臺灣製糖株式會社」於1900年（明治33年）12月10日成立。1901年（明治34年）9月，時任總督府糖業局長新渡戶稻造應後藤的要求提出《糖業改良意見書》，其中大部分案建議都獲實現。在產米方面，1927年蓬萊米產生後臺灣出口到本土的米迅速增加。同時，總督府還致力發展農業教育，培育農業人才。1919年（大正8年），面向臺灣人的「農林專門學校」成立。此後總督府發展田間水利，令臺灣成為亞洲田間水利最發達的地區。日治初期臺灣的水田面積為20.1萬公頃，到1938年（昭和13年）則為54.3萬公頃，增至2.7倍。水利事業的代表是1930年4月10日（昭和5年）完工的「嘉南大圳」。嘉南大圳於1920年（大正9年）開工，歷時10年建成，耗資8,000萬日圓。烏山頭水庫為其核心，有效庫容達1.5億立方公尺，周圍灌渠達1.6萬公里，將嘉南平原15萬公頃僅靠雨水灌溉的荒地變為良田。

## 臺灣經濟分工轉變
1936年（昭和11年）9月2日，小林躋造就任臺灣總督。1年後日本與中華民國爆發戰爭，小林為應對情勢變化，於1939年（昭和14年）5月19日提出臺灣「皇民化，工業化，南進基地化」的三大政策。1934年（昭和9年），日月潭水力發電所建成，能夠提供大量且廉價的電。於是金屬工業、化学工业、機械器具工業、窯業等新興工業得到發展。原本以糖業為中心的農產加工業亦增加了酒精與製麻業。1941年（昭和16年）臺督府召開「臨時經濟審議會」，確定「農業南洋，工業臺灣」的方針，原先「農業臺灣，工業日本」的方針發生大轉變。這種「工業化」實際是出於戰爭目的而推行，偏重於軍需產業。據統計數字，傳統農產加工業（糖業、鳳梨罐頭製造業）占全工業生產的比重自1930年代後半明顯下降，1940年（昭和15年）降至61%。與之相反，化學工業與金屬工業的比重大幅上升，同年兩者合計約占20%:216。